# Lux Æterna
Lux Æterna – francuski dreszczowiec z 2019 roku w reżyserii Gaspara Noé. W głównej roli wystąpiła Béatrice Dalle. Film miał premierę 18 maja 2019 roku na 72. MFF w Cannes.

## Fabuła
Béatrice bierze udział w kręceniu spotu reklamowego. Na planie produkcji towarzyszy wystrój przypominający piekielne czeluście w otoczce celebryckiego luksusu. W tym wszystkim zaczyna mieć miejsce wszechobecny chaos, który stopniowo narasta udzielając się pracownikom obecnym przy kręceniu spotu.

## Obsada
- Béatrice Dalle jako Béatrice
- Charlotte Gainsbourg jako Charlotte
- Abbey Lee jako Abbey
- Claude-Emmanuelle Gajan-Maull jako Claude-Emmanuelle
- Clara Deshayes jako Clara
- Félix Maritaud jako Félix
- Frédéric Cambier jako Fred
- Karl Glusman jako Karl
- Lola Perier jako Lola[2]

## Odbiór

### Reakcja krytyków
Film spotkał się ze średnią reakcją krytyków. W agregatorze recenzji Rotten Tomatoes 63% z 56 recenzji uznano za pozytywne. Z kolei w agregatorze Metacritic średnia ważona ocen z 14 recenzji wyniosła 59 punktów na 100.